# Monomorium denticulatus
Monomorium denticulatus es una especie de hormiga en la subfamilia Myrmicinae. Es endémica de Argentina y Chile.

## Descripción
Las obreras son de 3 mm de largo de color rojo, amarillo, con cabeza marrón, pecíolo y abdomen. Las hembras son de 4 mm de largo y color negro-marrón, con sólo los elementos más distales del tarso y la punta del abdomen amarillo rojizo.